# ドゥシャンベ
ドゥシャンベ（Душанбе）は、タジキスタン共和国の首都。都市名はペルシア語に由来し、土曜日の「二日後」の意味である。月曜に市場が開かれた村から急成長したためである。1961年までは、「スターリンの町」を意味するスターリナバード（Stalinabad）という市名であった。

## 歴史
ドゥシャンベの地は紀元前5世紀の遺跡も残る古くからの定住地であるが、19世紀まで町というより村という程度の規模でしかなかった。ロシア革命後、ボリシェヴィキの影響が中央アジアに及んでくると、タジク人・ウズベク人反革命軍の拠点となる。ブハラ・アミール国(マンギト朝)の最後のアミール、アーリム・ハーンはこの地に逃げ込んだ。（その後、カーブルに亡命)。1922年、ドゥシャンベは赤軍の手に落ちた。1925年には村から町へ行政上、昇格し、タジク自治ソビエト社会主義共和国の行政府が置かれた。
中央アジアのソビエト連邦領が民族境界によって各共和国に区分されると、1929年にドゥシャンベの一帯はタジク・ソビエト社会主義共和国となり、その首都に指定され、スターリンにちなんで「スターリナバード」となった。1961年、ニキータ・フルシチョフのスターリン批判で、ドゥシャンベの名に戻される。
ソ連時代、この地方は綿花や絹の大生産地に変えられ、ソ連中から人々が移住させられた。タジク人も地方から流入、人口が急速に増える。
アゼルバイジャンで起きた反アルメニア暴動(スムガイトポグロム)から逃れた亡命アルメニア人がタジキスタンに移住する、という噂から、1990年、住宅難のタジク人の間で、ドゥシャンベ暴動が起こった。ミハイル・ゴルバチョフのペレストロイカと時期を同じくしたため、南コーカサスや中央アジアでの民族主義増大に繋がった。1992年からのタジキスタン内戦で市は甚大な被害を受けるが、今日ではタジキスタンの首都として近代化が急速に進んでいる。

## 民族構成
| 民族       | 1970年 （人、%）  | 1989年 （人、%）  | 2010年 （人、%）  |
| ---------- | ----------------- | ----------------- | ----------------- |
| タジク人   | 99,184 (26.40 %)  | 235,392 (39.13 %) | 648,760 (89.50 %) |
| ウズベク人 | 38,561 (10.26 %)  | 62,752 (10.43 %)  | 4,661 (06.71 %)   |
| ロシア人   | 157,527 (41.92 %) | 194,691 (32.37 %) | 19,061 (02.63 %)  |

内戦以前はロシア人が人口の多数を占めていた。1959年には107,263人（47.83%）がロシア人と半数を占め、タジク人は41,933人（18.70%）に過ぎなかった。その後、1989年にはロシア人194,691人（32.37%）、タジク人235,392人（39.13%）と割合が逆転し、内戦を経てロシア人は激減し2010年には19,061人と最盛期の10分の1の規模となりわずかに2.63%を占めるのみになった。タジク人の割合は（89.50%）にまでなり、人口構成のタジク人化が進んだ。ウズベク人も48.661人（6.71%）とタジク人に次ぐ規模となっている。かつてはロシア人が半数を占めていたためにロシア語が共通語であったが、エモマリ・ラフモン大統領によるタジク民族主義の影響でタジク語に一本化されつつある。

## 気候
地中海性気候（Csa）。
他の中央アジアの都市に較べると雨量が多い。しかし、夏は暑く乾燥する。冬は周囲の山脈の影響でシベリアからの寒気をさえぎり、寒さを多少緩和している。
| ドゥシャンベの気候                                   | ドゥシャンベの気候 | ドゥシャンベの気候 | ドゥシャンベの気候 | ドゥシャンベの気候 | ドゥシャンベの気候 | ドゥシャンベの気候 | ドゥシャンベの気候 | ドゥシャンベの気候 | ドゥシャンベの気候 | ドゥシャンベの気候 | ドゥシャンベの気候 | ドゥシャンベの気候 | ドゥシャンベの気候 |
| 月                                                   | 1月                | 2月                | 3月                | 4月                | 5月                | 6月                | 7月                | 8月                | 9月                | 10月               | 11月               | 12月               | 年                 |
| ---------------------------------------------------- | ------------------ | ------------------ | ------------------ | ------------------ | ------------------ | ------------------ | ------------------ | ------------------ | ------------------ | ------------------ | ------------------ | ------------------ | ------------------ |
| 最高気温記録 °C （°F）                               | 21.1 (70)          | 22.8 (73)          | 27.8 (82)          | 32.2 (90)          | 37.8 (100)         | 40.0 (104)         | 42.2 (108)         | 40.0 (104)         | 37.2 (99)          | 32.8 (91)          | 25.0 (77)          | 20.0 (68)          | 42.2 (108)         |
| 平均最高気温 °C （°F）                               | 9.4 (48.9)         | 10.6 (51.1)        | 15.6 (60.1)        | 20.6 (69.1)        | 26.1 (79)          | 32.8 (91)          | 35.6 (96.1)        | 34.4 (93.9)        | 30.0 (86)          | 23.3 (73.9)        | 15.6 (60.1)        | 10.6 (51.1)        | 22.1 (71.8)        |
| 日平均気温 °C （°F）                                 | 2.1 (35.8)         | 3.8 (38.8)         | 9.2 (48.6)         | 15.4 (59.7)        | 20 (68)            | 25.3 (77.5)        | 27.1 (80.8)        | 24.9 (76.8)        | 20.1 (68.2)        | 14.3 (57.7)        | 8.9 (48)           | 4.8 (40.6)         | 14.66 (58.38)      |
| 平均最低気温 °C （°F）                               | −0.6 (30.9)        | 1.7 (35.1)         | 5.6 (42.1)         | 9.4 (48.9)         | 13.3 (55.9)        | 17.8 (64)          | 19.4 (66.9)        | 17.2 (63)          | 12.8 (55)          | 7.8 (46)           | 3.3 (37.9)         | 0.6 (33.1)         | 9.0 (48.2)         |
| 最低気温記録 °C （°F）                               | −22 (−8)           | −16 (3)            | −10 (14)           | 0.0 (32)           | 6.1 (43)           | 11.1 (52)          | 13.9 (57)          | 10.0 (50)          | 3.9 (39)           | −2.2 (28)          | −6.1 (21)          | −18 (0)            | −22 (−8)           |
| 降水量 mm （inch）                                   | 66.3 (2.61)        | 75.4 (2.969)       | 107.5 (4.232)      | 105.0 (4.134)      | 66.0 (2.598)       | 5.5 (0.217)        | 3.2 (0.126)        | 0.5 (0.02)         | 3.1 (0.122)        | 30.6 (1.205)       | 44.7 (1.76)        | 59.8 (2.354)       | 567.6 (22.347)     |
| 平均降水日数 （≥1.0 mm）                             | 8.5                | 9.1                | 13.4               | 9.8                | 7.8                | 1.5                | 0.7                | 0.1                | 0.8                | 3.7                | 5.3                | 8.1                | 68.8               |
| 平均月間日照時間                                     | 120.9              | 121.5              | 155.0              | 198.0              | 282.1              | 336.0              | 353.4              | 337.9              | 288.0              | 223.2              | 165.0              | 117.8              | 2,698.8            |
| 出典1：Sistema de Clasificación Bioclimática Mundial |                    |                    |                    |                    |                    |                    |                    |                    |                    |                    |                    |                    |                    |
| 出典2：Hong Kong Observatory                         |                    |                    |                    |                    |                    |                    |                    |                    |                    |                    |                    |                    |                    |

## 経済
近郊に石炭、鉛、ヒ素の鉱脈がある。綿織物で有名なドゥシャンベはシルク、機械、電気製品、衣料品、革製品、トラクター部品、食糧も生産する。

## 交通

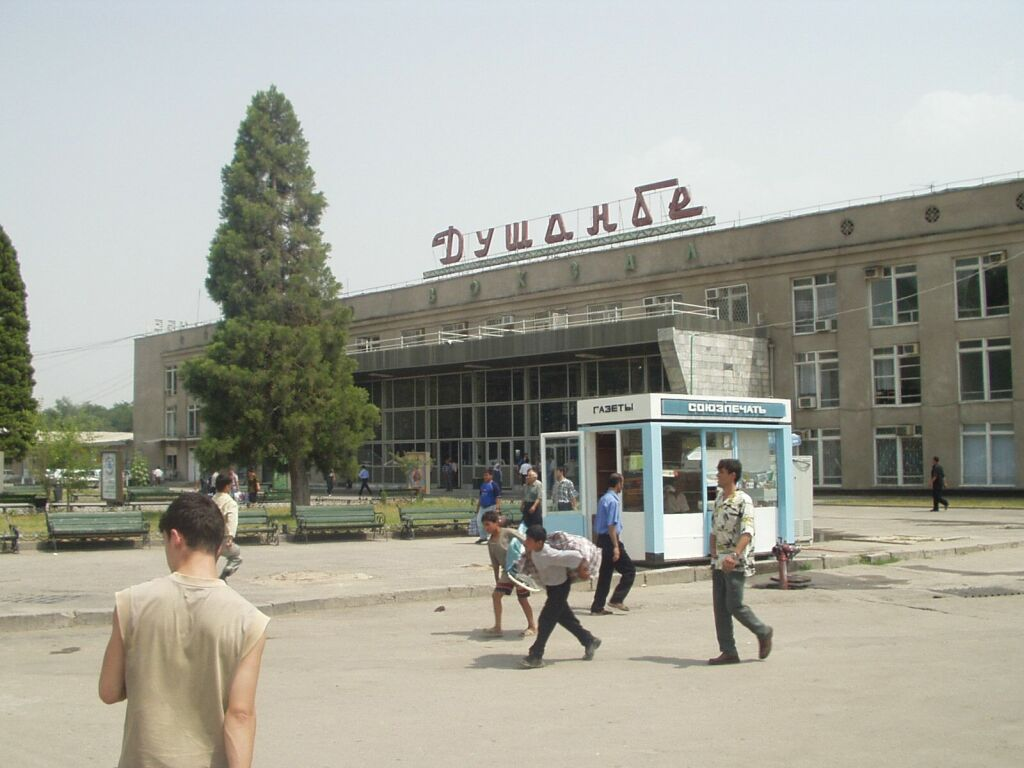
ドゥシャンベ駅

市内交通はトロリーバスが中心である。市内交通はバスやトロリーバス等ではプリペイド式のICカードによる乗車システムが導入されている。
ドゥシャンベ空港がある。近年、近代化工事が行われている。タジキスタン航空のハブ空港。

## 観光
- ハジ・ヤコブ・モスク（Haji Yakoub Mosque）
- 考古民族博物館（Museum of Ethnography）
- 国立タジキスタン総合博物館（Tajikistan unified museum）

## 姉妹都市
- ルサカ（ザンビア）
- サナア（イエメン）
- モナスティル（チュニジア）
- クラーゲンフルト（オーストリア）
- ラホール（パキスタン）
- ボルダー（アメリカ合衆国）
- マザーリシャリーフ（アフガニスタン）
- ロイトリンゲン（ドイツ）
- サンクトペテルブルク（ロシア）
- シーラーズ（イラン）
- ミンスク（ベラルーシ）
- ウルムチ（中国）
- テヘラン（イラン）
- アンカラ（トルコ）
- ブハラ（ウズベキスタン）